# Via Imperii

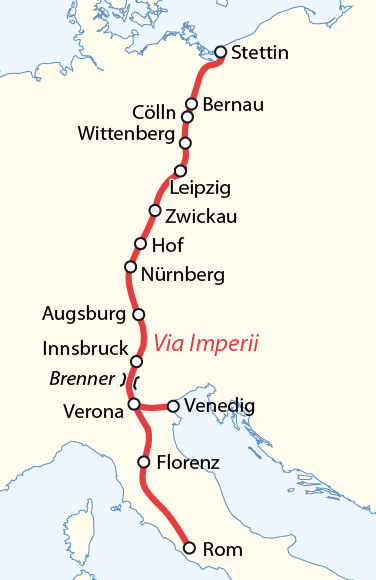
Tracciato della Strada Imperiale

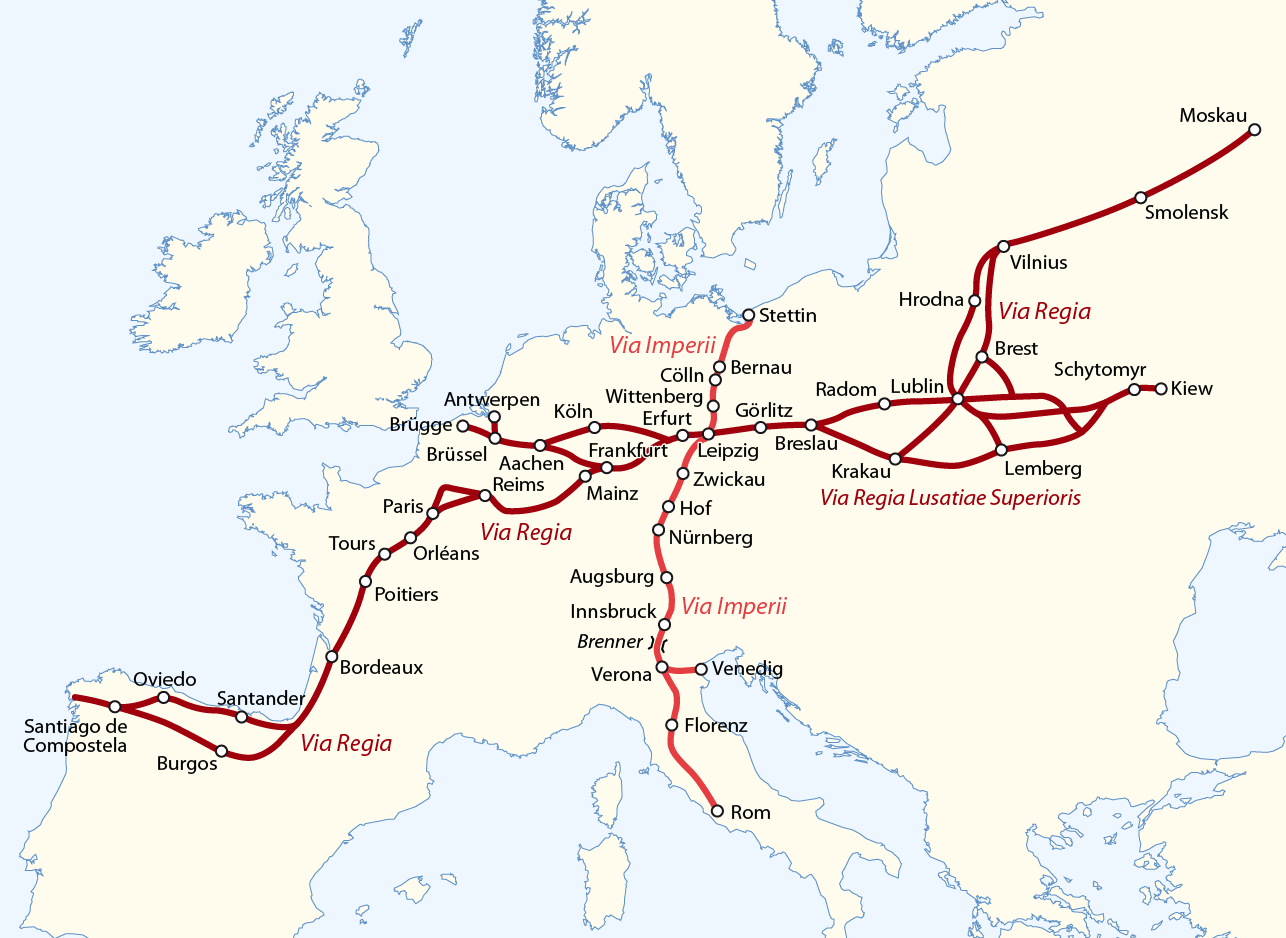
Via Imperii e Via Regia

La Via Imperii (Strada Imperiale) era una delle più importanti di una serie di strade conosciute collettivamente come strade imperiali (in tedesco Reichsstraßen) del Sacro Romano Impero. Questa antica rotta commerciale correva in direzione sud-nord da Venezia sul Mar Adriatico e Verona, attraverso il Brennero e la Germania fino alla costa baltica passando per le seguenti città:
- Innsbruck nella contea del Tirolo
- Augusta nel Principato vescovile di Augusta
- la città imperiale di Norimberga
- Bayreuth, Berneck, Münchberg e Hof nel Principato di Bayreuth
- Plauen, Mylau e Reichenbach nella regione del Vogtland
- Zwickau, Altenburg, Regis, Borna, Markkleeberg e Connewitz nel margraviato di Meißen
- Lipsia - intersezione con la Via Regia est-ovest
- Wittenberg in Sassonia-Wittenberg
- Cölln/Berlino, capitale della Marca di Brandeburgo
- Bernau bei Berlin
- Stettino nel Ducato di Pomerania

Le città lungo il percorso avevano il privilegio del diritto di base; i commercianti erano obbligati a utilizzare la strada a pedaggio e, a loro volta, godevano della protezione dell'autorità imperiale secondo i termini del Landfrieden.
Alcune parti del percorso storico sono oggi contrassegnate dalla Strada Statale n. 12 italiana, dalle Landesstraßen austriache B 182 e B 177 e dalla Bundesstraße 2 tedesca.